# Oncideres pittieri
Oncideres pittieri är en skalbaggsart som beskrevs av Charles Joseph Gahan 1894. Oncideres pittieri ingår i släktet Oncideres och familjen långhorningar.
Artens utbredningsområde är Costa Rica. Inga underarter finns listade i Catalogue of Life.